# طواف أوقيانوسيا للدراجات 2014
طواف أوقيانوسيا للدراجات 2014 (بالإنجليزية: 2014 UCI Oceania Tour)‏ هو الموسم 10 من  طواف أوقيانوسيا للدراجات ‏، بدأ في 29 يناير 2014، وأنتهى في 22 فبراير من ذات العام.

## السباقات
| طواف أوقيانوسيا للدراجات  | طواف أوقيانوسيا للدراجات | طواف أوقيانوسيا للدراجات | طواف أوقيانوسيا للدراجات | طواف أوقيانوسيا للدراجات | طواف أوقيانوسيا للدراجات | طواف أوقيانوسيا للدراجات | طواف أوقيانوسيا للدراجات |
| التاريخ                   | #                        | السباق                   | الفائز                   | الثاني                   | الثالث                   |                          |                          |
| ------------------------- | ------------------------ | ------------------------ | ------------------------ | ------------------------ | ------------------------ | ------------------------ | ------------------------ |
| 29 يناير – 02 فبراير 2014 | 1                        | طواف نيوزيلندا الكلاسيكي | مايكل فينك ‏              | James Oram ‏              | آدم فيلان                |                          |                          |
| 05 – 09 فبراير 2014       | 2                        | طواف هيرالد صن           | سيمون كلارك              | Cameron Wurf ‏            | جاك هايغ                 |                          |                          |

## وصلات خارجية
- الموقع الرسمي